# رعي الحمام الطبي
رِعْيُ الحَمام الطبي أو عشبة السحرة أو عشبة كل الأوجاع أو رجل الحمام أو فارسطاريون   أو رِعْيُ الحَمام الشائع أو رِعْيُ الحَمام المخزني  أو حشيشة الأوجاع أو بَارِسطاريُون نوع نباتي عشبي يتبع جنس رعي الحمام من الفصيلة اللويزية. ويسمى أيضاً الزوفا الهندي (بالإنجليزية: Indian Hyssop)‏.

## الوصف النباتي
يزهر من حزيران/يونيو إلى تشرين الأول/أكتوبر . يصل ارتفاع رعي الحمام إلى 75 سم. الأزهار حمراء إلى زهرية فاتحة. تزهر من أيار/مايو حتى وقت الصقيع في الخريف. حسب قاموس اللغات القديمة، في روما القديمة كانت تعتبر غصن خمسة نباتات دائمة الخضرة من الرموز المقدسة التي تستعمل في الأعياد الدينية، من بينها رعي الحمام.

## الموطن الأصلي والانتشار
موطنه الأصلي أوروبا.